# Ky Bowman
Kyran "Ky" Azende Bowman, né le 17 juin 1997 à Havelock en Caroline du Nord, est un joueur américain de basket-ball évoluant au poste de meneur. Il mesure 1,85 m.

## Biographie

### Carrière universitaire
Entre 2016 et 2019, il joue pour les Eagles de Boston College à Boston College.

### Carrière professionnelle

#### Warriors de Golden State (2019-2020)
Bien que non sélectionné lors de la draft NBA 2019, il signe le 31 juillet 2019 un contrat two-way pour la saison à suivre avec les Warriors de Golden State. Le 7 février 2020, il signe un contrat de plusieurs années avec les Warriors de Golden State. Il sera finalement coupé par les Warriors en novembre 2020.

## Statistiques

### Universitaires
| Saison    | Équipe         | Matchs | Titul. | Min./m | % Tir | % 3pts | % LF | Rbds/m. | Pass/m. | Int/m. | Ctr/m. | Pts/m. |
| --------- | -------------- | ------ | ------ | ------ | ----- | ------ | ---- | ------- | ------- | ------ | ------ | ------ |
| 2016-2017 | Boston College | 32     | 29     | 28,8   | 49,2  | 44,9   | 71,2 | 4,84    | 2,88    | 1,16   | 0,12   | 14,25  |
| 2017-2018 | Boston College | 35     | 34     | 38,2   | 42,2  | 36,2   | 80,7 | 6,83    | 4,71    | 1,46   | 0,34   | 17,60  |
| 2018-2019 | Boston College | 31     | 30     | 39,4   | 40,4  | 37,4   | 76,1 | 7,52    | 4,03    | 1,39   | 0,58   | 19,00  |
| Total     |                | 98     | 93     | 35,5   | 43,3  | 38,8   | 76,2 | 6,40    | 3,90    | 1,34   | 0,35   | 16,95  |

### Professionnelles

#### G-League
| Saison    | Équipe     | Matchs | Titul. | Min./m | % Tir | % 3pts | % LF | Rbds/m. | Pass/m. | Int/m. | Ctr/m. | Pts/m. |
| --------- | ---------- | ------ | ------ | ------ | ----- | ------ | ---- | ------- | ------- | ------ | ------ | ------ |
| 2019-2020 | Santa Cruz | 12     | 12     | 31,7   | 44,9  | 20,0   | 72,2 | 5,92    | 5,42    | 1,25   | 0,83   | 14,50  |
| Total     |            | 12     | 12     | 31,7   | 44,9  | 20,0   | 72,2 | 5,92    | 5,42    | 1,25   | 0,83   | 14,50  |

#### NBA

##### Saison régulière
| Saison    | Équipe       | Matchs | Titul. | Min./m | % Tir | % 3pts | % LF | Rbds/m. | Pass/m. | Int/m. | Ctr/m. | Pts/m. |
| --------- | ------------ | ------ | ------ | ------ | ----- | ------ | ---- | ------- | ------- | ------ | ------ | ------ |
| 2019-2020 | Golden State | 45     | 12     | 22,6   | 41,7  | 30,8   | 82,9 | 2,67    | 2,91    | 0,98   | 0,22   | 7,44   |
| Total     |              | 45     | 12     | 22,6   | 41,7  | 30,8   | 82,9 | 2,67    | 2,91    | 0,98   | 0,22   | 7,44   |

Mise à jour le 12 mars 2020